# Rhadinopsylla
Rhadinopsylla är ett släkte av loppor. Rhadinopsylla ingår i familjen mullvadsloppor.

## Dottertaxa tillRhadinopsylla, i alfabetisk ordning[1]
- Rhadinopsylla accola
- Rhadinopsylla acuminata
- Rhadinopsylla alphabetica
- Rhadinopsylla altaica
- Rhadinopsylla alticolae
- Rhadinopsylla altifrons
- Rhadinopsylla angusta
- Rhadinopsylla arborea
- Rhadinopsylla aspalacis
- Rhadinopsylla attenuata
- Rhadinopsylla beillardae
- Rhadinopsylla biconcava
- Rhadinopsylla biloba
- Rhadinopsylla bivirgis
- Rhadinopsylla bureschi
- Rhadinopsylla caiae
- Rhadinopsylla caucasica
- Rhadinopsylla cedestis
- Rhadinopsylla concava
- Rhadinopsylla dahurica
- Rhadinopsylla difficilis
- Rhadinopsylla dinaromydis
- Rhadinopsylla dives
- Rhadinopsylla dolomydis
- Rhadinopsylla eivissensis
- Rhadinopsylla flattispina
- Rhadinopsylla fraterna
- Rhadinopsylla golana
- Rhadinopsylla heiseri
- Rhadinopsylla hoogstraali
- Rhadinopsylla insolita
- Rhadinopsylla integella
- Rhadinopsylla ioffi
- Rhadinopsylla isacantha
- Rhadinopsylla jaonis
- Rhadinopsylla japonica
- Rhadinopsylla kullmanni
- Rhadinopsylla leii
- Rhadinopsylla li
- Rhadinopsylla linta
- Rhadinopsylla masculana
- Rhadinopsylla media
- Rhadinopsylla mesa
- Rhadinopsylla mesoides
- Rhadinopsylla mexicana
- Rhadinopsylla multidenticulata
- Rhadinopsylla ohnoi
- Rhadinopsylla orama
- Rhadinopsylla pentacantha
- Rhadinopsylla pilosa
- Rhadinopsylla pitymydis
- Rhadinopsylla pseudodahurica
- Rhadinopsylla rauschi
- Rhadinopsylla rhigalea
- Rhadinopsylla rothschildi
- Rhadinopsylla rotunditruncata
- Rhadinopsylla sectilis
- Rhadinopsylla semenovi
- Rhadinopsylla sobrina
- Rhadinopsylla socia
- Rhadinopsylla stenofrontia
- Rhadinopsylla strouhali
- Rhadinopsylla syriaca
- Rhadinopsylla tenella
- Rhadinopsylla ucrainica
- Rhadinopsylla ulangensis
- Rhadinopsylla valenti
- Rhadinopsylla xizangensis